# YooHoo
YooHoo è il quinto singolo giapponese del gruppo musicale sudcoreano Secret, pubblicato nel 2014 dall'etichetta discografica Kiss Entertainment Inc..

## Il disco
Il singolo, insieme alla versione giapponese del video musicale di "YooHoo", uscì il 23 luglio 2014, preceduto da concerti il 19 e 21 luglio. Il singolo contiene anche la versione giapponese di "ONLY U", contenuta in precedenza, in lingua coreana, nell'EP Letter from Secret. Venne pubblicato in due diverse edizioni: l'edizione normale, con il solo disco, e l'edizione limitata, contenente in più il DVD con il video musicale e il suo making-of e il photobook. Per entrambe le edizioni, venne regalata a caso una figurina di ogni membro su quattro possibili.

## Tracce
1. YooHoo (versione giapponese) – 3:20 (Kang Jiwon, Kim Kibum)
2. ONLY U (versione giapponese) – 3:47 (testo: Hana, Jun Da Woon, MARCO – musica: Jun Da Woon, MARCO)
3. YooHoo (versione giapponese) (Inst.) – 3:20 (Kang Jiwon, Kim Kibum)

Durata totale: 10:27

## Certificazioni
Giappone
(vendite: 6 016+)

## Formazione
- Hyoseong – voce
- Hana – voce, rapper
- Jieun – voce
- Sunhwa – voce